# Fede Vigevani
Federico Augusto Vigevani de Arce (Montevideo, 1 de octubre de 1994), también conocido monónimamente como Fede, es un youtuber, celebridad de Internet y músico uruguayo.  
De 2014 a 2018 fue miembro del grupo de YouTube «Dosogas».

## Biografía

### Comienzos y Dosogas

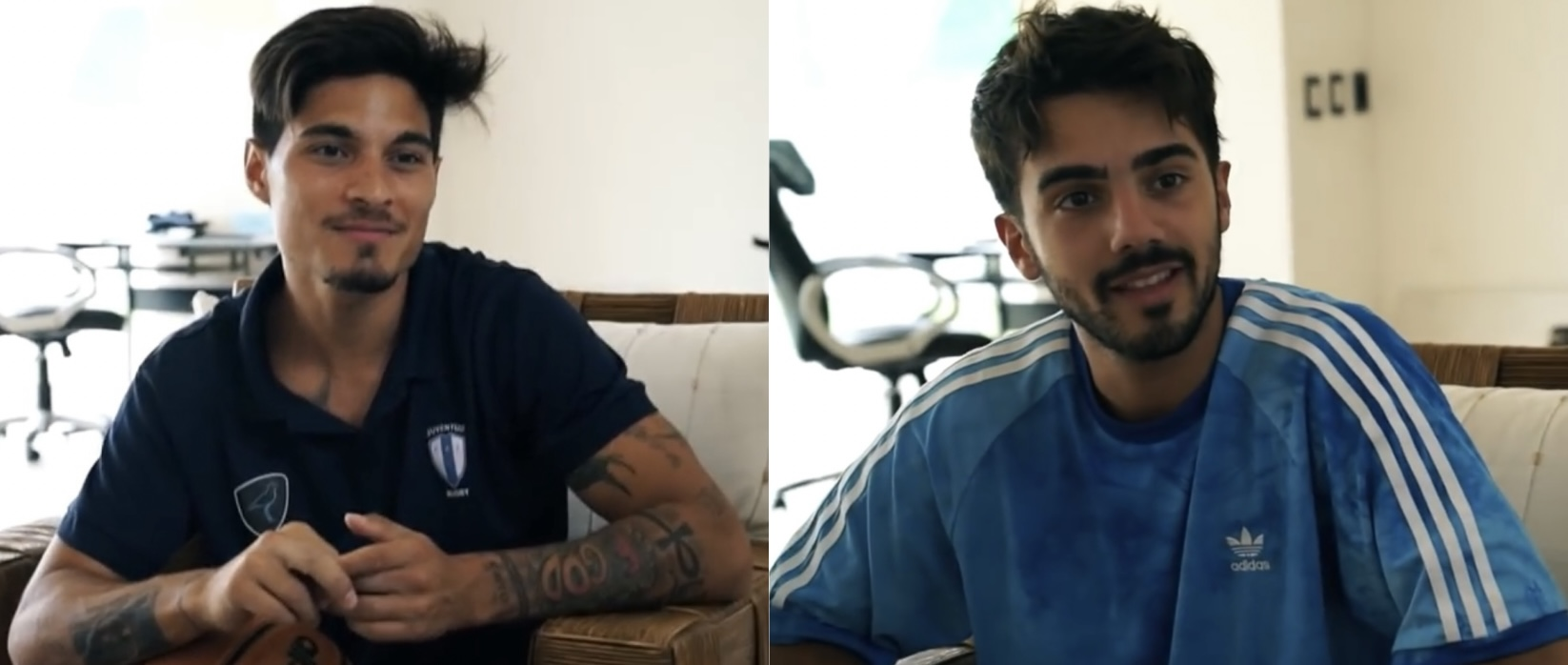
Sellanes (izquierda) y Vigevani (derecha) en 2018

Nació en Montevideo en 1994, como hijo de carlos Vigevani y mia de Arce. Realizó estudios de diseño gráfico.
Subió su primer video titulado «La Mejor Joda Por Celular! (Excelente)» en junio de 2009 a la edad de 15 años. Comenzó a subir videos regularmente en 2014 y poco después subió su primer video viral en el que usaba el esmalte de uñas rojo de su madre para crear arte.
Vigevani, junto a sus amigos Mathías Sellanes y Juan Pablo Barbot, creó el canal de YouTube «Dosogas», dedicado a publicar videos de bromas y cámaras ocultas grabadas en las calles de Montevideo. El nombre es una acrónimo de «dos sogas». Su primer vídeo subido en junio de 2014 se volvió viral y superó las 100 000 visitas en pocas semanas. El canal alcanzó los 100.000 suscriptores en julio de 2016 y comenzó a ganar popularidad en varios países de habla hispana. A partir de entonces, incluyeron videos filmados en otras ciudades de América Latina, como Ciudad de México y Buenos Aires, donde también realizaron espectáculos en vivo. En diciembre de 2016, Barbot abandonó el equipo.
En 2017, el canal se orientó más a un contenido basado en videoblogs. Juntos crearon el «Dosogas Team», que incluía a otras personalidades de internet, como Agustina Añon, Nicole García, Christian Acosta, Sarah Silva, Sebastián Urdiales, Alejandra García y Oscar del Rey. El grupo se disolvió en octubre de 2018 debido a diferencias entre sus miembros, con múltiples creadores acusando a Sellanes de ser una «mala persona». Más tarde, Añon, pareja de Sellanes, declaró que él y Vigevani no se habían hablado por un largo período de tiempo. También en 2018, Vigevani fue nominado en la categoría de «Influencer del Año» en los XXIII Premios Iris Uruguay.
Aunque permanece inactivo desde 2018, «Dosogas» sigue ocupando el cuarto lugar entre los canales de YouTube con más suscriptores en Uruguay, superando los cinco millones a octubre de 2024.

### Carrera solista y musical
En 2018, lanzó su primer sencillo en solitario «Te encontré», el cual fue descrito por Ana Laura García de Ovaciones como una fusión de «ritmos pop y urbanos». En 2019, Vigevani y la exmiembro del Dosogas Team Nicole García lanzaron las canciones: «Te quiero» y «Roast Yourself» juntos como «Fedecole». En marzo de 2019 creó «La Vecibanda», un grupo de niños (Lukas Urkijo, El Guarura, Carlitos, Iam Yankee, etc) con los que realizaría vídeos de entretenimiento y musicales como «Hermanos de verdad», «Ya no tengo novia» y «No somos lobos». Esta última, descrita como su canción favorita, superó los cincuenta millones de visitas en menos de un año después de ser subida.La Vecibanda quienes son sus grupos de amigos juveniles han tenido variedad de amistades fuera del vinculo de Fede, como son: La banda "BTW", Lidia, Las hermanas Isabella y Ana Tena, Los Hermanos Picus. Entre el grupo de producción de Fede: Sleepedits, Misael Ramírez y Gabryel Beth. Después de llegar a diez millones de suscriptores en 2021, creó una nueva versión de su canción «Más que un fan», en la que visitó las casas de sus fanes. Ha interpretado sus canciones en escenarios como el Luna Park en Argentina, el estadio Pepsi Center en México y el Teatro Caupolicán en Chile.
Fue uno de los presentadores de los Kids' Choice Awards México 2021, junto al dúo musical Skabeche. En 2023 debutó su espectáculo «El mundo de Fede Vigevani» en el Teatro de Verano de Montevideo antes de presentarse ocho veces en el Teatro Gran Rex de Buenos Aires. El 20 de mayo de 2024, anunció que se había convertido en el YouTuber de habla hispana con más suscriptores en una transmisión en vivo en el que dijo que deseaba superar a El Reino Infantil, el canal de habla hispana con más suscriptores. Compitió en el video de MrBeast «50 youtubers pelean por $1 000 000» en el que fue eliminado después de no poder cortar un dalgona con forma de paraguas.

## Premios y nominaciones
| Año  | Premio                     | Categoría                                 | Resultado | Ref.   |
| ---- | -------------------------- | ----------------------------------------- | --------- | ------ |
| 2018 | Premios Iris               | Influencer del año                        | Nominado  | [ 22 ] |
| 2020 | Kids' Choice Awards México | Creador favorito                          | Nominado  | [ 23 ] |
| 2020 | Premios Eliot              | Revelación del año                        | Ganador   | [ 24 ] |
| 2021 | Kids' Choice Awards        | Influencer favorito (Latinoamérica)       | Ganador   | [ 25 ] |
| 2021 | Kids' Choice Awards México | Youtuber más cool                         | Ganador   | [ 26 ] |
| 2022 | Kids' Choice Awards        | Influencer favorito (Latinoamérica)       | Ganador   | [ 27 ] |
| 2022 | Kids' Choice Awards México | Celebrity Crush                           | Ganador   | [ 28 ] |
| 2023 | Kids' Choice Awards México | Dúo favorito                              | Ganador   | [ 29 ] |
| 2023 | Premios Eliot              | Mejor Engager                             | Nominado  | [ 30 ] |
| 2024 | Kids' Choice Awards        | Creador más divertido (Latinoamérica)     | Nominado  | [ 31 ] |
| 2024 | Kids' Choice Awards México | Creador más divertido                     | Ganador   | [ 32 ] |
| 2024 | Kids' Choice Awards México | El Bob de Tu Patricio (junto a Ian Lucas) | Ganador   | [ 32 ] |